# أنطونيو غوميز ليال
أنطونيو غوميز ليال (بالبرتغالية: António Duarte Gomes Leal) هو ناقد أدبي ومؤلف وكاتب وصحفي وشاعر برتغالي، ولد في 6 يونيو 1848 في لشبونة في البرتغال، وتوفي بنفس المكان في 29 يناير 1921.

## وصلات خارجية
- أنطونيو غوميز ليال على موقع الموسوعة البريطانية (الإنجليزية)
- أنطونيو غوميز ليال على موقع ميوزك برينز (الإنجليزية)